# Snillen spekulerar
Snillen spekulerar är ett populärvetenskapligt rundabordssamtalsprogram producerat av Sveriges Television där några av årets nobelpristagare tillsammans diskuterar forskning, drivkrafter och framtidsvisioner. Programmet sänds årligen i samband med nobelprisets utdelande i december.
Sedan 2004 samproduceras programmet av svenska Sveriges Television och brittiska BBC World News, då under namnet "Nobel Minds". Under Feldreichs tid kallades programmet på engelska för "Science and man".

## Historik
Programformatet skapades i mitten av 1950-talet av Bengt Feldreich, som var programledare de 26 första åren.. Tanken med programmet var att nobelpristagarna skulle mötas "i skjortärmarna" och samtala i en avslappnad atmosfär. Första programmet sändes via radio 1959; i mitten av 1960-talet började programmet sändas via Television; program från 2004 och framåt finns tillgängliga på nobelprisets webbplats.

## Programledare
- 1959–1990 Bengt Feldreich
- 1991–1997?
- 1998 Tim Sebastian
- 1999–2000?
- 2001–2005 Nik Gowing
- 2006–2008 Sarah Montague
- 2009 Zeinab Badawi
- 2010 Matt Frei
- 2011–2019 Zeinab Badawi

## Övriga betydelser
I revyn Cyklar (1985) och på albumet med samma namn (1987) sjöng After Shave en sång med titeln "Snillen spekulerar", baserad på "Moonlight Serenade" av Glenn Miller.